# هواپیمای محکومین
هواپیمای محکومین (به انگلیسی: Con Air) یک فیلم اکشن و دلهره‌آور آمریکایی محصول ۱۹۹۷ به کارگردانی سایمون وست با بازی نیکلاس کیج، جان کیوسک و جان مالکوویچ در نقش‌های اصلی است. این فیلم به نویسندگی اسکات روزنبرگ و تهیه‌کنندگی جری بروکهایمر، دربارهٔ یک فرار از زندان در یک هواپیمای مسافربری به نام هواپیمای محکومین است. گروهی از بازیگران مکمل شامل استیو بوشمی، وینگ ریمز، کولم مینی، مایکلتی ویلیامسون و ریچل تیکوتین هستند.
این فیلم در ۶ ژوئن ۱۹۹۷ اکران شد و با فروش بیش از ۲۲۴ میلیون دلار در مقابل بودجه تولید ۷۵ میلیون دلاری باکس آفیس موفقی بود. این فیلم نقدهای متفاوتی را از سوی منتقدان دریافت کرد و به خاطر بازی، موسیقی و سکانس‌های اکشن آن تحسین شد. این فیلم در میان طرفداران نیکلاس کیج محبوبیت زیادی کسب کرد.

## داستان
کامرون پو، تکاور ارتش آمریکا با افتخارات نظامی، به جرم قتل غیرعمد محکوم می‌شود؛ زیرا در دفاع از خود، یکی از اوباش را که مست بود و به همسر باردارش، تریشیا، حمله کرده بود، به قتل رساند. هشت سال بعد، پو مشمول آزادی مشروط می‌شود و سوار هواپیمای «جِیل‌برد» می‌شود؛ هواپیمایی فِرچایلد سی۱۲۳ که به‌عنوان پرندهٔ حمل‌ونقل زندانیان تغییر کاربری داده شده، تا به آلاباما برود و با تریشیا و دخترش کیسی، که هرگز او را ندیده، دیدار کند. همراه پو، هم‌سلولی دیابتی و دوست صمیمی‌اش، مایک «بیبی-او» اودل نیز حضور دارد.
بیشتر زندانیانی که سوار این پرواز می‌شوند، محکومان خطرناکی هستند که به یک زندان با محافظت حداکثری منتقل می‌شوند؛ از جمله قاتل زنجیره‌ای ویلیام «بیلی بِدلم» بدفورد، متجاوز زنجیره‌ای جان «جانی ۲۳» باکا، عضو گروه بلک گوریلا نیتن «دایموند داگ» جونز، و جنایتکار حرفه‌ای، سایروس «وایروس» گریسم. این پرواز تحت نظارت مارشال هوایی، وینس لارکین، انجام می‌شود، در حالی‌که مأمور سازمان مبارزه با مواد مخدر، ویلی سیمز، قصد دارد مخفیانه از سرکرده باند موادفروشان به نام فرانسیسکو سیندینو، که در مسیر سوار خواهد شد، اطلاعات بگیرد.
پس از پرواز، زندانی‌ای به نام جو «پین‌بال» پارکر، یکی دیگر از زندانیان را آتش می‌زند تا حواس‌ها را پرت کند و این کار به گریسم و جونز امکان می‌دهد تا کنترل هواپیما را به‌دست بگیرند. آن‌ها قصد دارند طبق برنامه در فرودگاه کارسون فرود بیایند، تعدادی زندانی دیگر را سوار کنند و سپس به کشوری بدون قرارداد استرداد پرواز کنند. سیمز تلاش می‌کند هواپیما را پس بگیرد، اما گریسم او را می‌کشد.
هواپیما در کارسون‌سیتی فرود می‌آید و جابه‌جایی زندانیان انجام می‌شود؛ در حالی که خدمهٔ زمینی از ماجرای هواپیماربایی بی‌اطلاع‌اند. از جمله زندانیان تازه‌وارد می‌توان به سیندینو، خلبان ارل «سوامپ تینگ» ویلیامز، و قاتل زنجیره‌ای گارلند گرین اشاره کرد. مسئولان زندان، پس از پیدا کردن مدرکی در سلول قدیمی گریسم و ضبط‌صدای مخفی‌ای که پو روی یکی از مأموران مبدل کار گذاشته بود، به هواپیماربایی پی می‌برند اما نمی‌توانند از برخاستن مجدد هواپیما جلوگیری کنند. در همین حال، پین‌بال دستگاه فرستنده هواپیما را بیرون می‌اندازد، اما هنگام برخاستن زیر چرخ فرود کشته می‌شود.
زندانیان تصمیم می‌گیرند در فرودگاه لرنر، باندی در دل صحرا، فرود بیایند و به هواپیمایی دیگر که متعلق به کارتل سیندینو است منتقل شوند. پو جسد پین‌بال را در چرخ فرود می‌یابد، پیامی برای لارکین روی بدنش می‌نویسد و آن را به بیرون پرتاب می‌کند. لارکین پس از دریافت پیام و تماس با گارد ملی ایالات متحده، به سوی لرنر می‌رود. بدفورد که در حال جست‌وجوی بارهاست، هویت واقعی پو را کشف می‌کند و پو مجبور به کشتن او می‌شود.
هواپیمای «جِیل‌برد» در لرنر بر زمین می‌نشیند، اما نشانی از هواپیمای جایگزین نیست. گریسم دستور می‌دهد که سوخت‌گیری انجام شود و هواپیما برای برخاستن آماده شود. پو برای پیدا کردن سرنگ انسولین برای بیبی-او از هواپیما خارج می‌شود و با لارکین ملاقات کرده و او را در جریان قرار می‌دهد. آن‌ها کشف می‌کنند که سیندینو قصد دارد با جت شخصی مخفی بگریزد، اما لارکین با پایین آوردن بازوی جرثقیل جلوی فرار او را می‌گیرد. گریسم، سیندینو را با شعله‌ور کردن سوخت هواپیما می‌کشد. گرین در نزدیکی آشیانه با دختربچه‌ای که در حال بازی است روبه‌رو می‌شود و وسوسهٔ قتل پیدا می‌کند، اما در نهایت خودداری می‌کند. جانی ۲۳ کاروان گارد ملی را می‌بیند و هشدار می‌دهد. با رسیدن نیروها، درگیری آغاز می‌شود، اما لارکین با استفاده از بولدوزری به‌عنوان سپر، دفاع می‌کند. بازماندگان سوار جِیل‌برد شده و پرواز می‌کنند.
جسد بدفورد پیدا می‌شود و هویت پو فاش می‌گردد. بیبی-او تقصیر را به گردن می‌گیرد و توسط گریسم هدف گلوله قرار می‌گیرد. در همین هنگام، لارکین و همکار سیمز، دانکن مالوی، با بالگرد تهاجمی وارد شده و به باک سوخت هواپیما آسیب می‌زنند. پو کنترل هواپیما را به‌دست می‌گیرد. لارکین از او می‌خواهد در فرودگاه بین‌المللی مک‌کارن فرود بیاید، اما خلبان به‌ناچار در نوار لاس‌وگاس فرود اضطراری انجام می‌دهد که باعث ویرانی گسترده و مرگ جانی ۲۳ می‌شود. گریسم، جونز و سوامپ تینگ با ماشین آتش‌نشانی می‌گریزند، اما با تعقیب پو و لارکین، هر سه کشته می‌شوند.
پو با خانواده‌اش دیدار می‌کند و دیگر زندانیان بازمانده دستگیر می‌شوند—به‌جز گرین، که در یک کازینو مشغول قمار است.

## بازیگران
- نیکلاس کیج در نقش کامرون پو، یک تکاور سابق ارتش آزاد شده که با مقامات همکاری می‌کند تا این پرواز را دوباره به دست بگیرد.
- جان کیوسک در نقش وینس لارکین، یک مارشال آمریکایی که نقش پو را در بازپس‌گیری هواپیما کشف می‌کند.
- جان مالکوویچ در نقش سایروس «ویروس» گریسوم، یک جنایتکار حرفه ای بسیار باهوش و مغز متفکر نقشه فرار.
- استیو بوشمی در نقش گارلند «ماریتا منگلر» گرین، یک قاتل سریالی بدنام.
- ریچل تیکوتین
- کنراد گود